# اندیس سیلیس رباطات
سیلیس رباطات* یک اندیس غیرفلزی است که در حوالی شهر مهدی آباد استان یزد قرار دارد و مادهٔ معدنی موجود در آن، سیلیس است.سنگ میزبان این اندیس دولومیت است  